# Llista de muntanyes del Baix Vinalopó
Llista de muntanyes a la comarca del Baix Vinalopó, al País Valencià.
| Nom                  | Altura | Municipi   | Unitat de relleu      | Coordenades                                            | Foto |
| -------------------- | ------ | ---------- | --------------------- | ------------------------------------------------------ | ---- |
| la Vella             | 834 m. | Crevillent | Serra de Crevillent   | 38° 16′ 41″ N, 0° 51′ 31″ O / 38.2779368°N,0.8585963°O |      |
| Puig de Sant Gaietà  | 816 m. | Crevillent | Serra de Sant Juri    | 38° 15′ 50″ N, 0° 53′ 43″ O / 38.2639371°N,0.8952201°O |      |
| Puntal de Matamoros  | 788 m. | Crevillent | Serra de Crevillent   | 38° 17′ 10″ N, 0° 50′ 15″ O / 38.2861625°N,0.8374025°O |      |
| el Tabaià            | 403 m. | Elx        | Serra del Tabaià      | 38° 19′ 38″ N, 0° 42′ 00″ O / 38.3273182°N,0.6999117°O |      |
| Alt de les Moreres   | 390 m. | Crevillent | Serra de Crevillent   | 38° 16′ 15″ N, 0° 48′ 48″ O / 38.2708434°N,0.813196°O  |      |
| Alts de Castro       | 358 m. | Elx        |                       | 38° 16′ 57″ N, 0° 46′ 29″ O / 38.2824608°N,0.7747639°O |      |
| Alts de Castro       | 358 m. | Crevillent |                       | 38° 16′ 57″ N, 0° 46′ 29″ O / 38.2824608°N,0.7747639°O |      |
| Puntal Gros          | 275 m. | Elx        | Serra de les Pedreres | 38° 19′ 08″ N, 0° 40′ 40″ O / 38.3189015°N,0.6776609°O |      |
| Serra Grossa         | 232 m. | Elx        | Serra Grossa          | 38° 18′ 38″ N, 0° 38′ 41″ O / 38.3105208°N,0.6446079°O |      |
| el Far de Santa Pola | 143 m. | Santa Pola | Serra de Santa Pola   | 38° 12′ 31″ N, 0° 31′ 02″ O / 38.2085271°N,0.5171111°O |      |